# Майна сулайська
Майна сулайська (Streptocitta albertinae) — вид горобцеподібних птахів родини шпакових (Sturnidae). Ендемік Індонезії.

## Опис
Довжина птаха становить 45 см, з яких 25 см припадає на хвіст. Сулайські майни мають строкате, чорно-біле забарвлення. Хвіст, крила і нижня частина спини у птаха чорні, решта тіла біла. На обличчі у птаха велика пляма голої темної шкіри. Дзьоб жовтий, міцний, дещо вигнутий донизу.

## Поширення і екологія
Сулайські майни мешкають на островах Таліабу і Манґоле в архіпелазі Сула. Вони живуть в рівнинних тропічних лісах, на болотах і на полях на висоті до 250 м над рівнем моря.

## Збереження
МСОП вважає стан збереження цього виду близьким до загрозливого. Сулайським майнам загрожує знищення природного середовища.